# Миссия «Серенити»
Миссия «Серенити» (англ. Serenity) — американский научно-фантастический фильм сценариста и режиссёра Джосса Уидона. Действие фильма происходит во вселенной телесериала «Светлячок», продолжая и дополняя его события. Главные герои фильма — экипаж космического корабля «Серенити», контрабандисты, перевозящие нелегальные грузы с планеты на планету вымышленной звёздной системы. Их жизнь резко осложняется, когда за находящейся на «Серенити» телепаткой Ривер открывает охоту всевластный правительственный агент. Спасаясь от преследования и одновременно пытаясь раскрыть терзающую Ривер тайну, «Серенити» отправляется на окраину системы — запретную территорию космических каннибалов-Пожирателей.
Фильм был выпущен на экраны в США 30 сентября 2005 года компанией Universal Pictures. Он получил в целом положительные отзывы и был вторым по сборам за первый уик-энд проката, однако так и не смог окупить затраты на производство до выхода на DVD. Картина завоевала несколько наград, в том числе премию «Хьюго» за лучшую постановку в 2006 году.

## Сюжет
В далёком будущем команда звездолёта «Серенити», промышляющая перевозкой грузов и межпланетной контрабандой, принимает на борт талантливого молодого доктора Саймона (Шон Маэр) и его сестру Ривер (Саммер Глау), которую Саймон сумел спасти из сверхсекретной правительственной лаборатории Альянса. Ривер умеет читать мысли, и ей известен некий секрет, который не должен стать достоянием гласности. Поэтому по следам Саймона и Ривер Альянс направляет оперативника-суперагента.
Капитан «Серенити» Мэл (Нейтан Филлион), используя способности Ривер, осуществляет ограбление кассы наёмников на отдалённой планете. Ограбление удаётся, но на посёлок внезапно нападают Пожиратели — безжалостные космические варвары-людоеды. Мэлу удаётся спасти всех членов команды, но Саймон разозлён тем, что жизнь Ривер была в опасности, и хочет вместе с сестрой покинуть корабль.
Мэл хочет высадить Саймона и Ривер на ближайшей планете, но становится свидетелем того, как в баре космопорта девушка под воздействием кодового сигнала, случайно увиденного ею на экране монитора, вдруг входит в транс и превращается в боевую машину. Она нападает на завсегдатаев бара, и лишь Саймону, который вовремя произносит кодовую фразу на русском: «Это курам на смех!», удаётся её «отключить». Мэл забирает Саймона и девушку обратно на корабль и пытается докопаться до истины.
Постепенно выясняется, что ключ к разгадке находится на планете Миранда, которая почему-то отсутствует на всех навигационных картах. Хуже того — планета расположена в том самом районе, откуда появляются Пожиратели. Экипажу «Серенити» удаётся попасть на планету, и они обнаруживают, что там находятся тела миллионов её умерших обитателей. Из найденной видеозаписи они узнают, что Альянсом на планете проводились эксперименты по контролю над поведением человека. Один из препаратов (Паксионгидрохлорат, «пакс»), распылённый в системе вентиляции, полностью подавил не только агрессивность, но и волю к жизни у большинства населения Миранды — люди умерли просто от нежелания что бы то ни было делать и даже есть. Но на ≈10 % населения препарат дал эффект, обратный ожидаемому — снял все этические запреты, подавил социальные инстинкты и превратил людей в кровожадных хищников — Пожирателей.
С этого момента задачей экипажа «Серенити» становится любой ценой вывести в эфир информацию о катастрофических экспериментах Альянса на Миранде. Но оперативник уже готов перехватить их корабль, и в его распоряжении весь флот Альянса в данном квадранте галактики.
Команде «Серенити» удаётся столкнуть корабли Альянса с флотом Пожирателей и в начавшейся битве аварийно посадить «Серенити» на планету возле передатчика, однако гарпун, выпущенный с корабля Пожирателей, убивает пилота Уоша (Алан Тьюдик). Пока члены команды сдерживают преследующих их Пожирателей, Мэл обнаруживает, что основной передатчик сигнала разрушен, а возле запасного, о котором ему подсказал робот-возлюбленная убитого друга, его настигает оперативник Альянса. Мэлу удаётся обездвижить оперативника и передать всему космосу запись о преступлении Альянса на Миранде. Когда силы обороняющихся членов экипажа на исходе, а их боезапасы практически заканчиваются, Ривер уже самостоятельно становится «боевой машиной», безжалостно вырезая большой отряд Пожирателей. В итоге команде «Серенити» удаётся отбиться от Пожирателей, после чего их берёт в кольцо спецназ Альянса. Однако оперативник командует отбой — увидев запись трагедии Миранды, он потерял веру в чистоту мотивов Альянса и собственную правоту.
Экипаж «Серенити» хоронит погибших друзей и, восстановив свой корабль, отправляется в путь. Оперативник, спасённый спецназом, отпускает «Серенити» с миром, выгородив его экипаж перед Альянсом. Ривер становится пилотом корабля вместо погибшего пилота Уоша.

## В ролях
| Актёр            | Роль                                |
| ---------------- | ----------------------------------- |
| Нейтан Филлион   | капитан Малькольм «Мэл» Рейнольдс   |
| Джина Торрес     | старший помощник Зои Эллейн Уошбурн |
| Алан Тьюдик      | пилот Хобан «Уош» Уошбурн           |
| Морена Баккарин  | компаньонка Инара Серра             |
| Адам Болдуин     | наёмник Джейн Кобб                  |
| Джуэл Стэйт      | механик Кейуиннит Ли «Кейли» Фрай   |
| Шон Маэр         | доктор Саймон Тэм брат Ривер        |
| Саммер Глау      | Ривер Тэм                           |
| Рон Гласс        | пастор Дерриал Бук                  |
| Чиветел Эджиофор | Оперативник                         |
| Дэвид Крамхолц   | хакер Мистер Вселенная              |
| Хантер Энсли Рин | юная Ривер Тэм                      |
| Сара Полсон      | доктор Кэрон                        |
| Майкл Хичкок     | доктор Матиас                       |
| Тамара Тейлор    | учительница из воспоминаний Ривер   |
| Гленн Хоуэртон   | заложник в банке                    |

## Производство
Съёмки проходили с 3 июня по 17 сентября 2004 года.

## Выход фильма
- Universal Studios, проявив уважение к любителям сериала «Светлячок» (которые были основной целевой аудиторией фильма), разрешила беспрецедентные многочисленные предпоказы незаконченного фильма, начиная с ноября 2004 года.
- Премьерный (официальный) показ фильма состоялся 22 августа 2005 года на Эдинбургском кинофестивале.
- Фильм вышел в американский прокат 30 сентября 2005 года.
- Фильм вышел в российский прокат 13 октября 2005 года.
- «Миссия „Серенити“» стал первым фильмом, который был выпущен студией Universal в формате HD DVD (дата выхода 18 апреля 2006 года).

## Премии
- Фильм удостоен премии «Хьюго» в номинации «Лучшая постановка крупной формы» как лучший фантастический фильм года[4].
- Саммер Глау получила премию «Сатурн» за лучшую роль второго плана, а сам фильм получил номинацию в категории «лучший научно-фантастический фильм».

## Книжная продукция
- Кит Р. А. ДеКандидо «Миссия Серенити» — новеллизация фильма. / DeCandido, Keith R.A. Serenity (неопр.). — 2005. — ISBN 1-4165-0755-8.
- Джосс Уидон «Серенити: Визуализация и спецэффекты». / Joss Whedon. Serenity: The Visual Companion (неопр.). — 2005. — ISBN 1-84576-082-4.
- Джосс Уидон «Комментарии к „Серенити“» / Joss Whedon (9 декабря 2003). The Complete Series: Commentary for "Serenity" (DVD). 20th Century Fox.